# 대한민국 형법 제77조
대한민국 형법 제77조는 시효의 효과에 대한 형법총칙의 조문이다.

## 조문
제77조(시효의 효과) 형의 선고를 받은 자는 시효의 완성으로 인하여 그 집행이 면제된다.

第77條(時效의 效果) 刑의 宣告를 받은 者는 時效의 完成으로 因하여 그 執行이 免除된다.

## 참고 문헌
- 신이철, 형법총론, 경찰승진연구회, 2005. ISBN 9788988777886
- 조현욱, 형법총론강의, 진원사, 2008 ISBN 9788990904621
- 손동권, 형법총론, 栗谷出版社, 2011. ISBN 9788991830936